# LEG-Preis
Der  LEG-Preis  ist ein mit rund 10.000 Euro dotierter Preis, der herausragende städteplanerische Konzepte junger Nachwuchskräfte (Studenten) im Bereich Architektur, Geographie, Stadt-, Landschafts-, Raum- und Umweltplanung auszeichnet. Er wird derzeit in zweijährlichem Turnus verliehen.

## Geschichte
Der LEG-Preis wird vom Förderverein der Landes- und Stadtentwicklungsgesellschaften e.V. verliehen. Vorläufer des Preises war die Heinrich-Vormbrock-Förderung, die 1970 initiiert und – ebenfalls in zweijährlichem Turnus – an junge Städteplaner verliehen wurde. 1990 erfolgte die Umbenennung der Heinrich-Vormbrock-Förderung in "LEG-Preis".

## Konzept
Die Auslobung des Preises richtet sich an Studierende der Architektur und der Städteplanung. Die Wettbewerbsteilnehmer müssen auf der Grundlage praktischer Aufgabenstellungen (Standorte) geeignete städteplanerische Konzepte entwickeln. Die Formulierung der Aufgaben erfolgt durch Mitglieder des Fördervereins, pro Auslobung werden zwei bis drei Aufgaben formuliert.

## Preisträger
- 2004 – "Klasse statt Masse": Anna-Maria Nippert und Daniel Behnke; Marc Iffland, Ralf Grubert und Wolfgang Ködel; Kevin Schmidt und Thomas Hammen; Susanne May; Nora Gitter, Susann Schneider und Paavo Patz; Marita Tegtmeier, Ralf Müller und Architekturbüro AKNW; Susanne Wimmer und Julia Untermann

- 2006 – "Teures Erbe – Durchbruch zu neuer Qualität": Melanie Weber, Sabrina Spitze, Jan Fusten und Axel Rühl; Simone Schenkel, Mareike Beumer und Dennis Quernheim; Nadine Felten

- 2008 – "Neue Konzepte für das Schulhaus von gestern": Lisa Schilling, Andreas Knaupp, Alexander Stahlheber, Markus Martin, Lyuba Georgieva, Tina Semolic, Bettina Rombach, Paul Junker, Thomas Besch, Daniel Gräfe, Mathias Kuklik, Johannes Schmelz, Dominik Stumpf, Sabine Herzer; Hyong Jun Lim, Emilia Kuczkowska

- 2010 – "Neue Qualitäten – TROTZ oder DURCH Rückzug?": Anna Lips, Annette Bohr, Moritz Rohde, Arne Hauschildt, fenne und fürstenhausen Viola Spurk; Thomas Rustemeyer, Antonia Sophie Wagner

- 2012 – "Klima wandelt Stadt": Caroline Wachtel und Karolin Kegel; Jonas Hellenschmidt, Sebastian Mack und Benedikt Möhler; Jonathan Keune und Steffen Wörsdörfer; Anton Sahler und Johannes Nöbel;  Florian Husemeyer und Corinna Fischer

- 2014 – "Konversion: Flächen – Wandel – Perspektiven": Bekanntgabe im Januar 2015